# Ольшевский, Вадим Рудольфович
Вадим Рудольфович Ольшевский (англ. Vadim Olshevsky; род. 29 апреля 1961, Кишинёв) — американский математик, профессор факультета математики Университета Коннектикута.
Основные работы в области функционального анализа, быстрых и точных алгоритмов, теории матриц, теории операторов и численного анализа.

## Биография
Родился 29 апреля 1961 года в Кишинёве в семье поэта Рудольфа Ольшевского и литературоведа Ады Ольшевской. Окончил кишинёвскую среднюю школу № 37 имени Н. В. Гоголя в 1978 году. После окончания с отличием факультета математики и кибернетики Кишинёвского государственного университета в 1983 году поступил в аспирантуру Института математики академии наук Молдавской ССР. Кандидатскую диссертацию защитил в 1989 году под руководством А. С. Маркуса. Проходил постдокторантуру в школе математических наук в Тель-Авивском университете под руководством Израиля Гохберга (1991—1993) и на факультете электрической инженерии Стэнфордского университета (1994—1996), где сотрудничал с Томом Кайлатом.
Ответственный редактор журналов Linear Algebra and Its Applications и Integral Equations and Operator Theory Архивная копия от 27 июля 2016 на Wayback Machine, член редколлегии журналов Linear And Multilinear Algebra и Electronic Transactions on Numerical Analysis, серии монографий Operator Theory: Advances and Applications издательства Birkhäuser (Бостон—Базель). Председатель оргкомитетов конференций IWOTA-2005 и ILAS-2013.
Живёт в Бостоне.
Сын — математик Александр Ольшевский (род. 1982), ассоциированный профессор Бостонского университета.

## Под редакцией В. Р. Ольшевского
- Structured Matrices in Mathematics, Computer Science, and Engineering Архивная копия от 5 марта 2016 на Wayback Machine, American Mathematical Society Publications, Contemporary Mathematics Series, vols 280 and 281, 2001.
- Fast Algorithms for Structured Matrices: Theory and Applications Архивная копия от 5 марта 2016 на Wayback Machine. Society for Industrial & Applied Mathematics, 2003.
- Recent Advances in Matrix and Operator Theory Архивная копия от 22 марта 2016 на Wayback Machine. Birkhäuser Basel, 2007.
- Matrix Methods: Dedicated to the Memory of Gene Golub, Theory, Algorithms and Applications Архивная копия от 6 марта 2016 на Wayback Machine. World Scientific Publishing Company, 2010.
- Convolution Equations and Singular Integral Operators: Selected Papers Архивная копия от 18 декабря 2013 на Wayback Machine (с Л. Е. Лерером). Birkhäuser Basel, 2010.
- Numerical Methods for Structured Matrices and Applications: The Georg Heinig Memorial Volume Архивная копия от 5 марта 2016 на Wayback Machine. Birkhäuser Basel, 2010.
- Numerical Linear Algebra in Signals, Systems and Control Архивная копия от 6 марта 2016 на Wayback Machine (Lecture Notes in Electrical Engineering). Springer, 2011.

## Рассказы Вадима Ольшевского
- Четыре рассказа Архивная копия от 14 июня 2016 на Wayback Machine, Квадрига Аполлона 21.12.2014.
- Гений и гадалка Архивная копия от 4 марта 2016 на Wayback Machine, Кольцо А, № 78 (2015).
- Три рассказа Архивная копия от 4 марта 2016 на Wayback Machine, Кольцо А, № 84 — 85 (2015).
- Приемные часы, Перекрестки, 08.06.2015.
- Are you OK?, Этажи, 11.10.2015.
- О влиянии капитализма на тонкую душу художника Архивная копия от 24 декабря 2015 на Wayback Machine, Эмигрантская Лира, N° 4(12)-2015.
- Амонтильядо Архивная копия от 16 августа 2016 на Wayback Machine, Знамя, N° 8 (2016).
- Как я выиграл в шахматы у Кирилла Ковальджи Архивная копия от 1 октября 2016 на Wayback Machine, Этажи, 22.09.2016.
- Жребий Архивная копия от 16 июля 2020 на Wayback Machine. Вестник Европы, номер 53, 2020.
- Что нас ждет в будущем, Запад, Восток или Западовосток? Архивная копия от 16 июля 2020 на Wayback Machine Вестник Европы, номер 53, 2020.